# Baliros
Baliros település Franciaországban, Pyrénées-Atlantiques megyében. Lakosainak száma 504 fő (2022. január 1.). Baliros Assat, Bordes, Narcastet, Pardies-Piétat és Bosdarros községekkel határos.

## Népesség
A település népességének változása:
| Lakosok száma | 367  | 408  | 453  | 467  | 475  | 484  | 494  | 503  | 504  | 504  |
|               | 2010 | 2013 | 2015 | 2016 | 2017 | 2018 | 2019 | 2020 | 2021 | 2022 |